# CAC Next 20
El CAC Next 20 es un índice de precios de valores (acciones) en uso en el Euronext París. Reúne las 20 compañías cuya capitalización de mercado se encuentra inmediatamente tras las 40 compañías que componen el CAC 40. Estos 20 son posibles candidatos a reemplazar las 40 compañías que componen el CAC 40. El CAC Next 20 fue lanzado el 31 de diciembre de 2002. Al igual que el CAC 40, este nuevo índice es calculado ininterrumpidamente cada 30 segundos.

## Composición
A continuación se muestra la lista de las compañías del CAC Next 20, después de la reclasificación trimestral efectiva a partir del 20 de septiembre de 2010 que dio entrada a Dexia, Edenred, Grupo Lagardère y Rhodia para reemplazar a Atos Origin, Foncière des Régions, Natixis y Publicis. El índice no fue modificado en las revisiones de diciembre de 2010 y marzo de 2011.
| Compañía          | ICB Sector                               | Símbolo Ticker | Peso en el índice (%)1 |
| ----------------- | ---------------------------------------- | -------------- | ---------------------- |
| Air France-KLM    | Aerolíneas                               | Euronext: AF   |                        |
| Casino Guichard   | Mayorista y minorista de alimentación    | Euronext: CO   |                        |
| CGGVeritas        | Servicios y equipos petroleros           | Euronext: GA   |                        |
| CNP Assurances    | Seguros de vida                          | Euronext: CNP  |                        |
| Dassault Systèmes | Software                                 | Euronext: DSY  |                        |
| Dexia             | Banca                                    | Euronext: DX   |                        |
| Edenred           | Administración financiera                | Euronext: EDEN |                        |
| Eurotunnel        | Ferrocarriles                            | Euronext: GET  |                        |
| Gemalto           | Equipamiento electrónico                 | Euronext: GTO  |                        |
| Hermès            | Vestido y accesorios                     | Euronext: RMS  |                        |
| Klépierre         | Inmobiliaria minorista                   | Euronext: LI   |                        |
| Lagardère         | Publicidad                               | Euronext: MMB  |                        |
| Legrand           | Componentes y equipamiento eléctrico     | Euronext: LR   |                        |
| Rhodia            | Química especializada                    | Euronext: RHA  |                        |
| Safran            | Aeroespacial                             | Euronext: SAF  |                        |
| SES               | Medios de comunicación y entretenimiento | Euronext: SESG |                        |
| Scor              | Reaseguros                               | Euronext: SCR  |                        |
| Sodexo            | Restauración                             | Euronext: SW   |                        |
| Thales            | Defensa                                  | Euronext: HO   |                        |
| Valeo             | Componentes de automoción                | Euronext: FR   |                        |